# Le Cinq mai

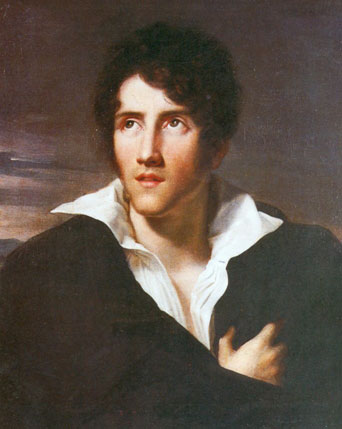
Auteur du Poème

Le Cinq mai (en italien Il cinque maggio) est un poème d'Alessandro Manzoni écrit en 1821 sur la mort de l'empereur Napoléon à Sainte-Hélène.
Manzoni écrit le poème en trois jours après avoir pris connaissance de la mort de Napoléon en juillet 1821 (la nouvelle de la mort de l'empereur en exil se répandit en Europe seulement après quelques mois). Il fut très frappé d'apprendre que Napoléon, avant de mourir, avait reçu les sacrements chrétiens.
Le poème, en forme d'ode, célèbre les gestes, les batailles et les victoires de Napoléon ainsi que la fragilité humaine et la miséricorde divine, en une méditation religieuse et historique.